# اللغة الفيتنامية
اللغة الفيتنامية (tiếng Việt) هي اللغة الرسمية لفيتنام، وهي اللغة الأم للفيتناميين الذين يمثلون 86 % من سكان فيتنام. تستخدم اللغة أيضاً في الولايات المتحدة الأمريكية وكمبوديا وفرنسا وأستراليا والصين ودول أخرى حيث توجد جاليات من أصل فيتنامي. يستخدمها 70 إلى 73 مليون متحدث كلغة أم. العديد من كلمات اللغة مقتبسة من اللغة الصينية. تستخدم اللغة اليوم الكتابة اللاتينية مع علامات صوتية إضافية لبعض الألفاظ.

## وصلات خارجية
- قاموس فيتنامي - إنجليزي - فرنسي